# Гасанова, Чичак Мамедали кызы
Чичак Мамедали кызы Гасанова (азерб. Çiçək Məmmədəli qızı Həsənova; 1914, Зангезурский уезд — 1989, Кубатлинский район) — советский азербайджанский хлопковод, Герой Социалистического Труда (1948).

## Биография
Родилась в 1914 году в селе Зиланлы Зангезурского уезда Елизаветпольской губернии (ныне село Зиланлы Губадлинского района Азербайджана).
С 1935 года колхозница, с 1942 года звеньевая колхоза «Октябрь», колхоза имени Калинина. В 1947 году получила урожай хлопка 93,11 центнера с гектара на площади 3,5 гектаров.
С 1970 года пенсионер союзного значения.
Указом Президиума Верховного Совета СССР от 10 марта 1948 года за получение в 1947 году высоких урожаев хлопка Гасановой Чичак Мамедали кызы присвоено звание Героя Социалистического Труда с вручением ордена Ленина и золотой медали «Серп и Молот».
Активно участвовала в общественной жизни Азербайджана. Член КПСС с 1951 года.
Скончалась в 1989 году в родном селе.